# Barones
Barones è un album dei Tenores di Neoneli, pubblicato nel 2000 dalla Aspirine Music. In alcuni brani, cantano anche personaggi noti della musica, come Francesco Guccini, Angelo Branduardi, Luciano Ligabue, Francesco Baccini ed Elio.
Il testo delle canzoni del CD è tratto dal componimento popolare sardo intitolato S'Innu de su patriota sardu a sos feudatarios ("L'Inno del patriota sardo contro i feudatari") scritto nel 1794 da Francesco Ignazio Mannu di Ozieri.

## Tracce
1. Procurad' 'e moderare - 5:26
2. Preludio n. 2 - 1:16
3. Naschet su sardu - con Francesco Guccini - 5:51
4. Preludio n. 3 - 0:38
5. Su primu chi si presentat - 6:02
6. Preludio n. 4 - 1:11
7. Pro una littera - 6:44
8. Preludio n. 5 - 1:04
9. Ai cuddos - Con Angelo Branduardi e Luciano Ligabue - 4:24
10. Preludio n. 6 - 1:17
11. Intantu - Con Francesco Baccini ed Elio - 4:49
12. Preludio n. 7 - 1:02
13. Sa buscia - 7:04